# High Window
Das High Window (englisch für Hohes Fenster) ist eine Scharte in einem Gebirgskamm auf Deception Island im Archipel der Südlichen Shetlandinseln. Sie liegt zwischen den Cathedral Crags und Neptunes Window auf der einen sowie dem South East Point auf der anderen Seite.
Der aus Wales stammende Geologe Donald Durston Hawkes (* 1934) vom Falkland Islands Dependencies Survey nahm 1961 die Kartierung vor. Polnische Wissenschaftler benannten die Scharte 1999 deskriptiv.